# Chloé Hayden
Chloé Hayden, född 23 juli 1997 i Melbourne, är en australisk skådespelare.
Hayden har bland annat medverkat i TV-serien Heartbreak High där hon spelar, Quinni Gallagher-Jones, en av seriens huvudroller. För sin rollprestation vann hon en AACTA Award år 2022.

## Filmografi (i urval)
- 2022–2024 – Heartbreak High (TV-serie)